# Herb powiatu tomaszowskiego (łódzkiego)
Herb powiatu tomaszowskiego – jeden z symboli powiatu tomaszowskiego, ustanowiony 31 stycznia 2002.

## Wygląd i symbolika
Herb przedstawia na tarczy dwudzielnej błękitną belką falistą w pas w polu górnym złotym herb Rawicz (panna na niedźwiedziu), a w polu dolnym zieloną gałązkę dębową z dwoma liśćmi i jednym żołędziem. 